# Ciudad Victoria
Ciudad Victoria és una ciutat mexicana i capital de l'estat de Tamaulipas, localitzada al nord-est de Mèxic. Té una població de 293.044 habitants (2005).